# Schwimmgemeinschaft Frankfurt
Die Schwimmgemeinschaft Frankfurt oder kurz SG Frankfurt ist ein Zusammenschluss von acht Schwimm- und Wassersportvereinen aus Frankfurt am Main. Mit je einem Team in der 1. Bundesliga Schwimmen der Herren und der Damen gehört die SG Frankfurt zu den wichtigsten Mannschaften im deutschen Schwimmsport. In der Saison 2005/2006 mussten sich beide Teams im Abstiegskampf bewähren, konnten aber mit Platz sieben (Damen) bzw. acht (Herren) die Klasse sicher halten. Im Jahr 2012 gewann hingegen die 1. Mannschaft der Herren die Deutschen Mannschaftsmeisterschaften im Schwimmen das erste Mal in der Vereinsgeschichte.

## Mitgliedsvereine
- Erster Frankfurter Schwimmclub von 1891 e. V.
- Wassersport Westend e. V.
- Schwimmverein Moenus Frankfurt e. V.
- Höchster Schwimm-Verein 1893 e. V. – Frankfurt-Höchst
- Erster Sindlinger Schwimmclub 01 e. V.
- SSC Sparta Frankfurt e. V. 1900
- Schwimmclub Niederrad
- Blau-Gold Frankfurt

## Bekannte Schwimmer
Die erfolgreichsten Schwimmer der SG Frankfurt sind die Welt- und Europameisterin Sarah Köhler, der Olympia-Zweite Oliver Klemet, Vizeweltmeisterin Anna Elendt, der Olympia-Achte Marco di Carli, der erst zu Beginn des Jahres 2006 aus Niedersachsen nach Frankfurt wechselte, die zweifache Staffel-Vizeweltmeisterin Meike Freitag, die WM-Neunte Vipa Bernhardt und die Staffel-Europameister Fabian Friedrich und Benjamin Friedrich.

## Vereinsleben
Die Spitzenschwimmer trainieren sowohl im Schwimmbad des Landessportbundes Hessen in Frankfurt als auch im Waldschwimmbad auf der Rosenhöhe in Offenbach. Es stehen für die erste Mannschaft insgesamt 30 Stunden Trainingszeit pro Woche zur Verfügung, auch ein tägliches Frühtraining ab 7:00 Uhr ist möglich.